# Гуммель, Йозеф Фридрих
Йозеф Себастьян Фридрих Гуммель или Хуммель (нем. Joseph Sebastian Friedrich Hummel; 14 августа 1841, Инсбрук — 29 августа 1919, Зальцбург) — австрийский хоровой дирижёр, композитор и музыкальный педагог. Отец Вальтера Хуммеля.

## Биография
Дед музыканта был регентом церковного хора в Меммингене, отец, Якоб Фридрих Гуммель (1800—1855), стал кларнетистом и с 1833 года поселился в Инсбруке как учитель музыки и дирижёр любительского оркестра, но после женитьбы на дочери трактирщика предпочёл заняться содержанием трактира. Среди родственников Гуммеля было ещё несколько музыкантов: в частности, его дядя Тобиас Гуммель (1805—1881) в 1835—1867 гг. был фаготистом Баварской придворной капеллы, выступал и как солист.

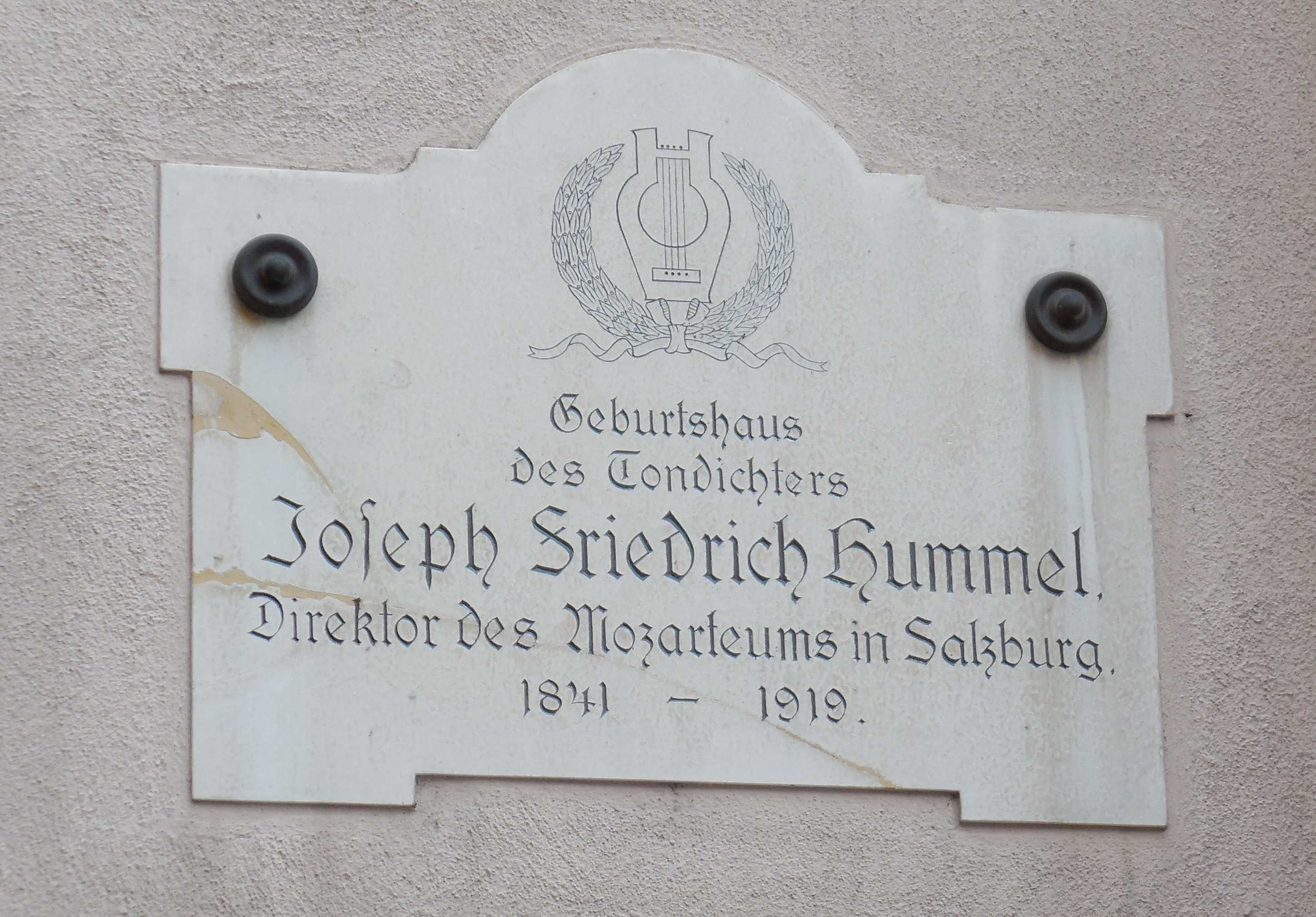
Мемориальная доска на месте рождения Хуммеля в Инсбруке

С шести лет пел в хоре, с семи лет начал учиться игре на скрипке, с восьми — на фортепиано. В 1854—1859 гг. учился в Мюнхенской консерватории, ученик Франца Лахнера. В 1859—1861 гг. играл в театральном оркестре в Инсбруке на виолончели, в 1861 году присоединился в передвижной оперной труппе в швейцарском кантоне Гларус в качестве дирижёра (хотя «оркестр» состоял всего из пяти музыкантов). В 1861—1863 гг. театральный капельмейстер в Инсбруке, среди прочего в 1863 году дирижировал первой в городе постановкой оперы Людвига ван Бетховена «Фиделио». Затем в июле-сентябре того же года дирижировал в Ахене. В 1864 году концертировал в Вене как виолончелист.
На протяжении десяти лет, до 1873 года, занимал место генеральмузикдиректора в Троппау, где, помимо прочего, дирижировал хором Силезского певческого союза и основал музыкальную школу, в целом определив устройство городской музыкальной жизни. За десять лет Гуммель поставил в городе 55 опер, дважды дирижировал ораторией Йозефа Гайдна «Сотворение мира», в 1865 году был главным дирижёром прошедшего в Троппау фестиваля Немецких певческих союзов Австрийской Силезии. В 1867 году женился на дочери бургомистра Троппау Карла фон Дитриха.
В 1873—1874 гг. дирижировал в Брюнне, в 1874—1875 гг. в Вене в Комической опере, в 1875—1876 гг. в Линце. В 1876—1880 гг. снова в Брюнне: работал как дирижёр с театральным оркестром и различными хоровыми коллективами, концертировал как ансамблист (в том числе со скрипачом Густавом Цинке и виолончелистом Теобальдом Кречманом — выступая в этом случае как пианист).
В 1880 году обосновался в Зальцбурге и до 1908 года был директором консерватории Моцартеума, в 1881—1907 гг. возглавлял также связанный с консерваторией оркестр, давший за это время 124 концерта и исполнивший 604 произведения 154 композиторов. Основал при Моцартеуме женский хор, в 1882—1912 гг. возглавлял также Зальцбургский лидертафель (любительский мужской хор). Был организатором нескольких крупных хоровых фестивалей в Зальцбурге; особенно значительным событием стало исполнение в 1904 году Большой мессы Моцарта с Венским филармоническим оркестром. Как дирижёр был признанным специалистом по творчеству Вольфганга Амадея Моцарта, но вводил в программы и новую музыку — Рихарда Вагнера, Антона Брукнера, Рихарда Штрауса. В последний раз дирижировал оркестром Моцартеума 28 апреля 1917 года, заменив главного дирижёра Франца Ледвинку, призванного на военную службу.
Преподавал музыку принцессе Тосканской Луизе Антуанетте (в 1886—1888 гг.) и её младшим сёстрам Анне, Маргарите и Германе.
С 1911 года на пенсии.

## Композиции
Гуммелю принадлежит зингшпиль «Вампир, или Добрый вечер, господин Фишер» (нем. Der Vampir oder Guten Abend Herr Fischer; 1862), пять месс, другая хоровая и вокальная музыка, несколько оркестровых серенад и увертюр, два концерта для кларнета с оркестром и концертино для фагота с оркестром, камерная музыка, марши.

## Память
Именем Гуммеля в 1926 году названа улица в Зальцбурге (нем. Josef-Friedrich-Hummel-Straße), расположенная в непосредственной близости от главного здания Моцартеума.